# Osvoboditev Belgije
Osvoboditev Belgije je bila bitka, v kateri so zavezniki med septembrom 1944 in februarjem 1945 osvobodili Belgijo izpod nemške okupacije. Operacija se je začela 2. septembra 1944 z vstopom zavezniških sil v Belgijo. 4. februarja 1945 je bila Belgija osvobojena. Belgijska vlada se je v državo vrnila 8. septembra 1944, 4 dni po tem ko so zavezniške sile osvobodile Bruselj.      

## Začetek operacije
2. septembra 1944 popoldne je zavezniška vojska skupaj z ameriškimi, britanskimi in kanadskimi četami prestopila francosko-belgijsko mejo ter vstopila na ozemlje Belgije. Zvečer tega dne je Brian Horrocks obvestil častnike gardijske oklepne divizije v Douaiju, da bo njihov cilj naslednji dan Bruselj, 110 km vzhodneje. Napoved je bila sprejeta z »navdušenim začudenjem«. Divizija je utrpela številne žrtve med vožnjo v Belgijo, vendar pa so bili Nemci po porazu pri Falaisu še vedno neorganizirani. Zavezniki so v prvih tednih hitro napredovali v notranjost okupirane države. 
4. septembra popoldne so zavezniki osvobodili Bruselj. Prebivalci belgijske prestolnice niso pričakovali, da bodo kmalu osvobojeni in ogromne množice so se zbrale na mestnem trgu, da bi pozdravile osvoboditelje.
Valižanska straža je prispela v državo in se 4. septembra pridružila boju z minimalnim odporom. Britanska druga armada je tudi 4. septembra osvobodila Antwerpen, pristaniško mesto ob reki Šeldi v severni Belgiji blizu Nizozemske. V naslednjih dneh in tednih je bitka pri Šeldi terjala veliko življenj, saj pristanišča Antwerpen ni bilo mogoče učinkovito upravljati brez nadzora nad zaledjem Šelde. Antwerpen je bilo prvo pristanišče, ki so ga zavezniki osvobodili v skoraj popolnem stanju. 6. septembra je 4. kanadska oklepna divizija prestopila mejo z Belgijo in osvobodila območja okoli Ypresa.

## Kanal Gent
Med 9. in 11. septembrom je 1. poljska oklepna divizija poskušala prevzeti nadzor nad Kanalom Ghent–Terneuzen, zaradi česar so Poljaki utrpeli številne smrtne žrtve, potem ko je vojska naletela na velik odpor. Dalje navzgor po reki 5 kilometrov južno od Bruggea je 4. kanadska oklepna divizija 8. septembra sprožila ofenzivo in se dva dni pozneje prebila, potem ko je bila izpostavljena močnemu napadu.

## Ardeni
Prva ameriška armada pod vodstvom generala Courtneya Hodgesa je 8. septembra 1944 osvobodila območja južno od Bruslja. Ameriške enote so bile razporejene južno od Lièga, v Ardenih in v Luksemburgu, tako da je bila njihova obrambna linija rahlo okrepljena. Med septembrom in 16. decembrom je bil Ardenski gozd uporabljen kot skrivno območje - Američani so to območje uporabljali za mesto, ki je bilo namenjeno za počitek utrujenim vojakom.
Adolf Hitler je 16. decembra 1944 ukazal zadnjo nemško ofenzivo na Zahodni fronti. Zaveznike je nameraval potisniti skozi Ardenski gozd z napredujočo 6. tankovsko divizijo. Peta tankovska armada pod vodstvom nemškega generala Hassa von Manteufflom naj bi napadla ameriške sile v regiji, 7. nemška armada pa naj bi napadla na jugu, da bi prekinila vojaško oskrbo.
Zjutraj 16. decembra je dvourno nemško topniško bombardiranje prestrašilo zaveznike. Ko so nemške sile napadle, je bila v ozračju megla, zaradi česar zavezniki niso mogli uporabiti svoje premoči v zraku za oskrbo kopenskih enot. 18. decembra so Nemci, potem ko so v dveh dneh napredovali za 97 kilometrov, dosegli točko, kjer so se mogli ustaviti. Do 22. decembra se je vreme izboljšalo, kar je omogočilo oskrbo zaveznikom. Sledili so hudi boji, ki so se končali do 15. januarja, ko je nemškim tankovskim enotam začelo zmanjkovati goriva.
Bitka se je končala s popolnim umikom Nemcev. V bitki je sodelovalo 600.000 ameriških vojakov, zaradi česar je bila to največja kopenska bitka, v kateri se je ameriška vojska kadarkoli borila. Ubitih ali poškodovanih je bilo 81.000 ameriških vojakov. Ocene nemških žrtev se gibljejo od 67.675 do 125.000 ubitih, ranjenih in pogrešanih. 
4. februarja 1945 je bila Belgija po skoraj petih letih nemške okupacije osvobojena. 